# Alemania en los Juegos Olímpicos de San Luis 1904
Alemania estuvo representada en los Juegos Olímpicos de San Luis 1904 por un total de 22 deportistas que compitieron en 9 deportes.  

## Medallistas
El equipo olímpico alemán obtuvo las siguientes medallas:
| Nombre                | Deporte   | Competición              |
| --------------------- | --------- | ------------------------ |
| Oro                   |           |                          |
| Emil Rausch           | Natación  | 880 yd libre M           |
| Emil Rausch           | Natación  | 1 mi libre M             |
| Walter Brack          | Natación  | 100 yd espalda M         |
| Georg Zacharias       | Natación  | 440 yd braza M           |
| Plata                 |           |                          |
| Wilhelm Weber         | Gimnasia  | Concurso completo ind. M |
| Georg Hoffmann        | Natación  | 100 yd espalda M         |
| Walter Brack          | Natación  | 440 yd braza M           |
| Georg Hoffmann        | Saltos    | Plataforma 10 m M        |
| Bronce                |           |                          |
| Paul Weinstein        | Atletismo | Salto de altura M        |
| Wilhelm Weber         | Gimnasia  | Triatlón M               |
| Emil Rausch           | Natación  | 200 yd libre M           |
| Georg Zacharias       | Natación  | 100 yd espalda M         |
| Alfred Braunschweiger | Saltos    | Plataforma 10 m M        |